# Número de identificação pessoal
O Número de Identificação Pessoal (PIN, sigla oriunda do original em inglês Personal Identification Number) é o número que antecedeu as senhas nos bancos modernos, para acessar os caixas automáticos.
PIN também é o nome usual para as senhas de pelo menos quatro caracteres usadas em chips de telefonia celular, cartões de tecnologia smart card e outras aplicações.
O PIN originou-se com a introdução do ATM em 1967, como uma maneira eficiente para que os bancos dispensem dinheiro a seus clientes. O primeiro sistema ATM foi o do Barclays em Londres, em 1967; Ele aceitou cheques com codificação legível por máquina, em vez de cartões, e combinou o PIN com a verificação. Em 1972, o Banco Lloyds emitiu o primeiro cartão bancário para incluir uma faixa magnética codificadora de informações, usando um PIN para segurança.